# Медаль Победы в Первой мировой войне (США)
Медаль Победы в Первой мировой войне (англ. World War I Victory Medal) (известная до учреждения Медали Победы во Второй мировой войне в 1945 году просто как Медаль Победы (англ. Victory Medal) — американская медаль за службу в армии в период Первой мировой войны, разработанная скульптором из Нью-Йорка Джеймсом Эрлом Фрейзером под руководством Комиссии изящных искусств США.
Межсоюзнический комитет в марте 1919 года рекомендовал каждому государству-союзнику разработать свой вариант «медали Победы» для награждения своих военнослужащих. Все версии имели определённые общие черты, включая крылатую фигуру Ники на аверсе и одинаковую ленту.
Первоначально предполагалось, что медаль Победы будет учреждена актом Конгресса, но соответствующий законопроект так и не был принят, поэтому военные ведомства должны были сами учредить её на основании общих приказов. Военное министерство издало их в апреле 1919 года, а флот — в июне того же года.

## Критерии награждения
Медаль Победы вручалась военнослужащим за службу в период с 6 апреля 1917 года по 11 ноября 1918 года или участие в одной из следующих экспедиций:
- Американский экспедиционный корпус в европейской части России[англ.] с 12 ноября 1918 по 5 августа 1919 года;
- Американские экспедиционный корпус «Сибирь» с 23 ноября 1918 по 1 апреля 1920 года.[5]

## Дизайн
На лицевой стороне бронзовой медали изображена Крылатая Победа, держащая щит и меч. На оборотной стороне бронзовой медали сверху написано заглавными буквами «The Great War For Civilization» («Великая война за цивилизацию»). Вдоль нижней части оборотной стороны медали изогнуты шесть звёзд, по три с каждой стороны от центральной колонны из семи стержней, обмотанных шнуром. Вершина посоха имеет круглый шар сверху и крылатый сбоку. Посох находится на вершине щита с надписью «U» на левой стороне посоха и «S» на правой стороне посоха. В левой части нотоносца указана одна страна-союзник в каждой строке: Франция, Италия, Сербия, Япония, Черногория, России и Греции. На правой стороне: Великобритания, Бельгия, Бразилия, Португалия, Румыния (писалась с буквой U вместо O, как сейчас) и Китай.

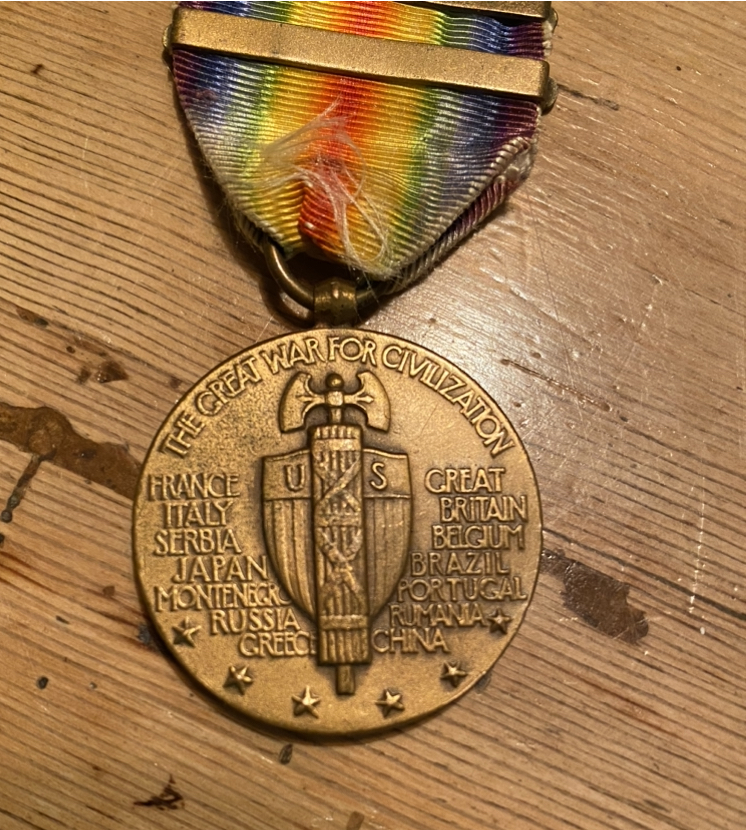
Оборотная сторона медали

## Значок на лацкан
С медалью шёл значок на лацкан для гражданской одежды в виде пятиконечной звезды диаметром 5/8 дюйма на венок с буквами «США» в центре. У раненых в бою значок был серебряный; у всех остальных — бронзовый. Значок был разработан скульптором из Нью-Йорка Адольфом Александром Вейнманом, также под руководством Комиссии изящных искусств.
Значок на узкой округлой полосе синей эмали с надписью «Американский легион» была принята Национальным исполнительным комитетом Американского легиона 9 июля 1919 года в качестве официального знака отличия национальной организации американских ветеранов.

## Награждения
Медаль Победы была учреждена после окончания Первой мировой войны, поэтому отправлялась военнослужащим по почте, а не вручалась лично. Большая светло-коричневая коробка с приклеенной к ней этикеткой с адресом с пометкой «ПО ОФИЦИАЛЬНОМУ ДЕЛУ, штраф за частное использование 300 долларов» содержала меньшую белую коробку с проштампованными полосами, которые военнослужащий должен был прикрепить к своей медали. Во внутренней белой коробке также находилась сама медаль, завёрнутая в папиросную бумагу.
Армия начала выдавать медали Победы 21 июня 1920 года, а не в апреле 1921, как планировалось ранее. Военно-морской флот начал работу с опозданием в августе 1920 года из-за производственных проблем.